# 岩斑竹
岩斑竹（学名：Fargesia canaliculata）为禾本科箭竹属下的一个种。

## 扩展阅读
- 維基物種上的相關：岩斑竹